# Constitution de Berlin
Lire en ligne

Site de la ville de Berlin: (de) Constitution consolidée, (en) traduction de 2010

Constitution de 1950
La Constitution de Berlin du 23 novembre 1995 (Verfassung von Berlin vom 23. November 1995, VvB) est la constitution du Land de Berlin adoptée le 8 juin 1995 par la Chambre des députés, ratifiée par référendum le 22 octobre suivant par 75,1 % des voix exprimées et promulguée le 23 novembre. Elle a remplacé la précédente constitution qui datait du 1er septembre 1950 et qui, tout en ayant prétention à valoir pour la ville entière, ne s’est appliquée jusqu’à la Réunification qu’à Berlin-Ouest.

## Contexte historique
Elle reprend en grande partie la « Constitution de Berlin de 1950 ». Les innovations les plus importantes étant l’approfondissement des droits fondamentaux exigibles par voie de justice et l’extension du catalogue des objectifs de l’État comme, entre autres : le droit au travail, à l’éducation et à un espace habitable convenable. La protection de l’environnement et celle des données ont maintenant, elles aussi, qualité constitutionnelle. Les droits de participation des citoyens ont été élargis, par le biais d’éléments de la démocratie directe tels qu’initiatives populaires, pétitions et référendum. La Cour constitutionnelle de Berlin contrôle le respect de la Constitution.
Elle comprend 101 articles répartis en neuf sections, et a été révisée neuf fois jusqu’en 2006.

## Structure
La Constitution de Berlin est composée des neuf chapitres suivants :
- I. Fondements (articles 1 à 5) ;
- II. Droits fondamentaux, objectifs de l’État (articles 6 à 37) ;
- III. La représentation du peuple (articles 38 à 54) ;
- IV. Le gouvernement (articles 55 à 58) ;
- V. La législation (articles 59 à 65) ;
- VI. L’administration (articles 66 à 77) ;
- VII. La juridiction (articles 78 à 84) ;
- VIII. Les questions financières (articles 85 à 95) ;
- IX. Dispositions transitoires et finales (articles 96 à 101).

## Organes
- Art. 38 : Chambre des députés de Berlin ;
- Art. 55 : Sénat de Berlin (le Bourgmestre-gouverneur et les sénateurs) ;
- Art. 84 : Cour constitutionnelle de Berlin.